# Апсиу
Апсиу̀ (на гръцки: Αψιού, Апсю̀) е село в Кипър, окръг Лимасол. Според статистическата служба на Република Кипър през 2001 г. селото има 191 жители.
Намира се на 2 km източно от Гераса.